# 달콤한 인생 (1996년 드라마)
《달콤한 인생》는 1996년 4월 29일부터 1996년 10월 19일까지 방영된 MBC 아침 드라마이다.

## 등장 인물
- 전운 : 최 노인 역
- 김지영 : 강씨 역
- 송재호 : 최문호 역
- 정영숙 : 한씨 역
- 조형기 : 최순호 역
- 김용선 : 안지숙 역
- 이경진 : 양정화 역
- 박성미 : 홍해옥 역
- 강남길 : 최상민 역
- 윤다훈 : 최영민 역
- 김수진 : 윤소영 역
- 손현주 : 제갈대봉 역
- 최진희 : 최수민 역
- 손종영 : 전학도 역

## 참고 사항
- 이 드라마의 집필자가 쓴 1995년 《행복》과 줄거리 설정이 유사하다는 지적이 있었다.[1]
- 시동생이 형수를 사랑하여 포옹하는 장면을 내보내어 방송위원회로부터 '주의' 조치를 받았다.[2]